# 御堀直嗣
御堀 直嗣（みほり なおつぐ、1955年 - ）は、日本の自動車評論家、モータージャーナリスト。電気自動車 (EV) を始めとする環境技術・エネルギー技術に通じ、一般社団法人日本EVクラブ副代表、日本カー・オブ・ザ・イヤー (COTY) 選考委員、有限会社ノーティ・ボーイ・アンド・カンパニー（法人番号：2013202004880）代表取締役社長 を務める。

## 来歴
東京都に生まれる。玉川大学工学部卒業後、自動車競技に挑戦。FL500、FJ1600に参戦し優勝を経験するも、26歳のとき自身の年齢と資金不足からプロのレーシングドライバーへの道を諦め、フリーランスのモータージャーナリストに転身した。日本EVクラブ代表で自動車評論家の舘内端とは、1990年代初頭に電気自動車競技参戦のため一緒に渡米した仲。自動車雑誌のほか、経済誌、新聞といった各種媒体に自動車関連の記事を寄稿しており、著書約30冊。趣味は読書と乗馬。

## 論調
東京から那須までの往復約400キロメートルを無充電で走破する電気自動車のテスラ・モデルSを「エンジン車に乗る意味を失わせる」（引用）と賞賛する 一方、ガソリンエンジン車に対する評価は辛く、2020 - 2021日本カー・オブ・ザ・イヤーとなったスバル・レヴォーグを「時代のスタートラインに並べない」（引用）として評点を1点も投じず、「日本は環境問題に対し鈍感」（引用）と断じた。ただし、アウディ・RS5と言った高級欧州車などはガソリン車であっても絶賛する例はある。
ディーゼル自動車に対しては大気汚染対策技術の進歩を認めながらも、販売台数の増加によってトレードオフされてしまうことから、EV化による解決を提唱している。また、燃料電池自動車 (FCV) に対しては多額の費用を投じて水素ステーションの整備を行うことは現実的ではなく、そもそも水素を生成する電気があるなら、その電気でEVを走らせれば良いなどとして否定的である。バイオ燃料に対しても精製・運搬時に化石燃料を使用しているようでは二酸化炭素の排出量増加は避けられず、大気汚染防止や国家安全保障といった観点からバイオ燃料の普及は限定的なものに留まると予想し、EV化が最適であるとする。e-fuelも同様の理由で有望視していない。
旧車に関しては初度登録後13年で重課となる日本の自動車税制を批判。13年程度で環境性能に大きな差は出ないとし、ヨーロッパと同様に旧車に対する税の軽減措置を講じるよう求めている（自動車税#グリーン化税制、旧車#旧車と税金も参照）。
エネルギー問題については、溶融塩原子炉のような新型の原子力発電を主力とし、再生可能エネルギーを補助とすることで、火力発電からの脱却を図り早期にCO2ゼロの社会を実現すべきとの考えを持つ。